# آنتونیو جونیور واکا
آنتونیو جونیور واکا (انگلیسی: Antonio Junior Vacca؛ زادهٔ ۱۳ مهٔ ۱۹۹۰) بازیکن فوتبال اهل ایتالیا است.
از باشگاه‌هایی که در آن بازی کرده‌است می‌توان به باشگاه فوتبال لیورنو و باشگاه فوتبال پارما اشاره کرد.
وی همچنین در تیم ملی فوتبال زیر ۲۰ سال ایتالیا بازی کرده‌است.